# Distrito de Chazuta
El distrito de Chazuta es uno de los catorce que conforman la provincia de San Martín, ubicada en el departamento de San Martín en el Norte del Perú.
Desde el punto de vista jerárquico de la Iglesia católica forma parte de la  Prelatura de Moyobamba, sufragánea de la Metropolitana de Trujillo y  encomendada por la Santa Sede a la Archidiócesis de Toledo en España.

## Etimología
Antiguamente el pueblo se llamaba Chausos, en honor a los primeros habitantes los indios Chauscasos, que vivían en la quebrada llamada Chazuta – Yacu, posteriormente deciden cambiar el nombre por el de Chazuta.

## Historia
El distrito fue creado mediante Ley del 2 de enero de 1857, en el gobierno del Presidente Ramón Castilla.

## Geografía

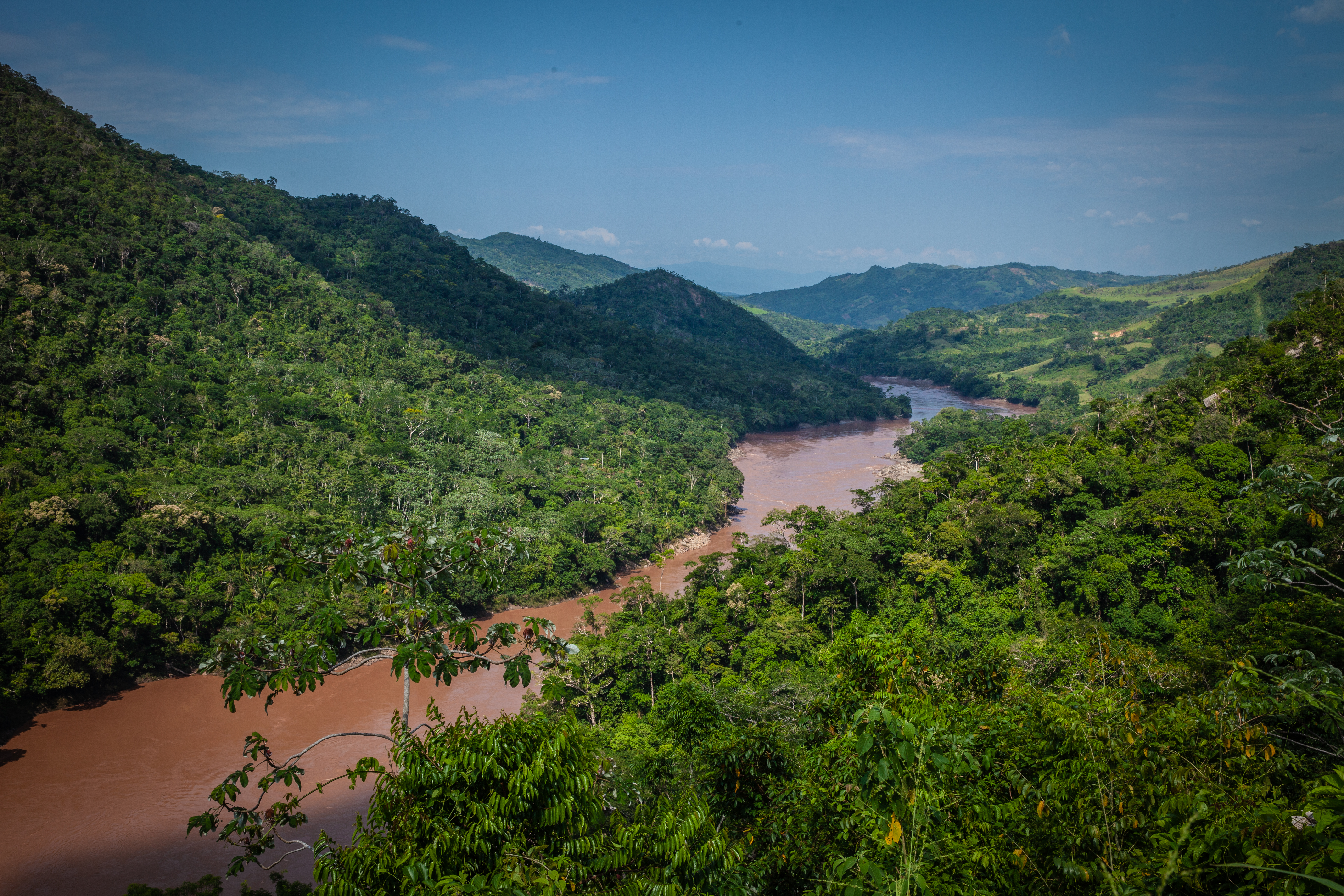
Río Huallaga

La capital se encuentra situada a 260 m s. n. m., 41 km al sur de la ciudad de Tarapoto, a 6°36’15” de latitud sur y 76°10’30” longitud oeste. A la margen izquierda del río Huallaga.
Chazuta es uno de los centros turísticos más hermosos del bajo Huallaga, dentro de variada geografía accidentada encontramos numerosos sitios donde el turista puede visitar como son: 
- los baños termales de Chazutayacu (un imponente lugar en medio de la selva con una caída de agua que sale de las rocas, piscinas azufradas que permiten limpiar y purificar la piel, también encontramos el sótano de  los murciélagos si nos sumergimos en la profundidad de las rocas en el centro de la madre tierra, encontramos golondrinas; está la tinaja natural hecha de roca una imponente belleza en medio de la selva sanmartinense), este lugar se sitúa a escasas horas de Chazuta que dependerá del buen físico del visitante para llegar pronto o más tardado.
- las cataratas de Tununtunumba: un paradisíaco lugar donde el cielo se une con la naturaleza vegetal y con la delicada, cristalina y pura agua de manantial, a unas 2 horas aproximadamente desde Chazuta, es necesario llevar una vianda de alimentos, frutas y agua, no existen restaurantes, solo el disfrute de una maravillosa caída de agua de las peñas y ver salir el majestuoso arco iris en medio de esa lluvia natural, es un paseo de aventura puede ser peligroso para personas que tienen poca experiencia en la camita sobre rocas es muy resbaloso, es necesario llevar un guía turístico.
- los Rápidos de Vaquero y Chumía: el imponente río Huallaga nos regala la zona más peligrosa del distrito, un lugar paradisíaco por sus peces existentes en sus aguas, es un lugar de pesca que a lo largo de la historia los chazutinos utilizan para proveerse de este rico alimento para todo el año, en los meses de mediados de mayo, junio, julio y mediados de agosto aproximadamente, los chazutinos alistan sus tarrafas, chicas, anzuelos, masato, plátano y sal para salir en búsqueda de la comida, ellos acampan en la piedras que están a las orillas del río para esperar el momento adecuado para comenzar a pescar, tienen que ver cuales son los trechos donde están los cardúmenes para tirar sus tarrafas y a este acto se le conoce como tarrafear y a tirar los anzuelos se lo conoce como anzuelear, agarrar los peces con la llica es lliquear, hago estas aclaraciones para su mejor entendimiento de los actos verbales.
- las cascadas de Cumbasino, es otra de las cataratas que conjuntamente con las cataratas de Tununtunumba son las cuencas de las quebradas que llegan llevan su mismo nombre que desembocan en el río Huallaga, estas dos cataratas forman el Ishkay Urmanayuk, palabra quechua que significa las dos urmanas o las dos cataratas. Está en medio de la selva sanmartinence a escasos metros de la carretera de Yurimaguas, su maravillosa naturaleza deslumbra a cualquier visitante, por ahí dicen que es más hermosa que la de Tununtunumba, habrá que darnos un escape a este bello lugar y disfrutar de la tranquilidad y la paz que nos ofrece con la diversidad de flora y fauna que se encuentra en el camino, muchos lugareños lo utilizan para ir a tomar sus plantas medicinales y dietar en la quietud de la naturaleza. Tomando la travesía del bajo huallaga encontramos diversos caseríos o comunidades nativas, como son Santa Rosa de Chipaota, la Comunidad nativa de Iskay Urmanayuk de Tununtunumba, Cumbasino, Canayo, Shilcayo, Curiyacu, Yuracyacu, Achinamisa, etc.(ATV)
- las minas de sal de Canallayacu. Canallayacu fue un importante centro de comercio de sal hasta hace algunas décadas; sin embargo, las nuevas fuentes de sal del Perú hicieron que el comercio de sal en la zona dejara de ser una actividad económica relevante. Todavía existen minas de sal, cuyo producto se utiliza principalmente para el consumo local y regional. Asimismo, el turista o viajero podrá encontrar bancos de sal de considerable dimensión. Los depósitos de sal forman una capa de 20 o 30 centímetros debajo de las arenas que rodean el rio. Estos depósitos de sal son posibles de ver a simple vista, especialmente en temporadas en las que el rio tiene un menor caudal.
- las aguas termanes y cascadas de agua caliente de Achinamiza, se encunentra ubicado en el extremo nororiental del distrito, al final de la Cordillera Escalera, a una hora y media del puerto principal del casco urbano de Chazuta. La mejor forma de llegar es en una embarcación fluvial. El viajero de aventura encontrará una zona rica en actividad geotérmica, con presencia de aguas termanes que desembocan en el rio Huallaga, así como una cascada de agua caliente cuyo nacimiento obedece a un manantial termal; los pobladores locales lo conocen como el "volcán".
- actividades místicas. Antiguamente Chazuta fue conocida como un "pueblo de brujos", debido al gran conocimiento en plantas medicinales. Por ello, existe un alto turismo vinculado al consumo de plantas ancestrales. Asimismo, es conocido como una zona productora de cacao, lo que genera un alto turismo vinculado no solo a la agricultura, sino a las ceremonias de cacao, altamente demandados por personas practicantes de yoga.

## Geografía humana

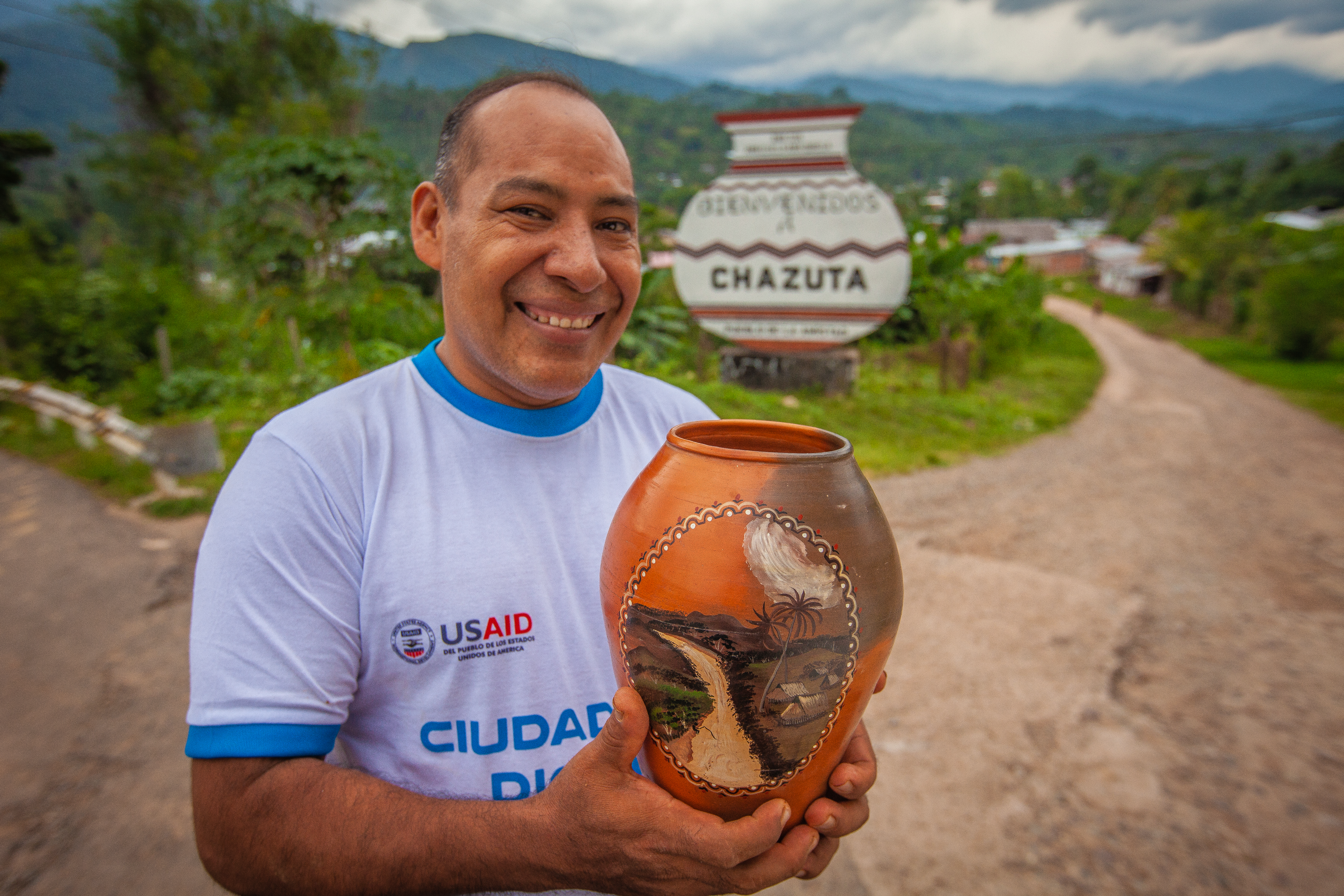
Cerámica de Chazuta

En este distrito de la Amazonia peruana habita la etnia Quechua, grupo Quechua Lamista, autodenominado Llacuash

## Autoridades

### Municipales
- 2011-2014[4]
  - Alcalde: Alex Chujandama Amasifen, Partido Nacionalista Peruano (PNP).
  - Regidores: Joel Isuiza Zumba (PNP), Rodolfo Reátegui Flores (PNP), Esdras Tuanama Reátegui (PNP), María Holly Fababa de Saboya (PNP), Marcial Cenepo Meléndez (Perú Posible).
- 2007-2010
  - Alcalde: Isaac Tangoa Panaifo.
- 2019-2021
  - Alcalde: Fernando Díaz Vela
- 2022-2025
  - Alcalde: Walter Sangama

### Policiales
- Comisario: Alférez PNP Patrick Renzo Díaz Chávez

### Religiosas
Las primeras religiosas que tuvo el distrito de Chazuta fueron la Hermana Juana Vargas Bartra y la Hermana María Berasaín, la primera natural de la misma comunidad de Chazuta y la segunda de nacionalidad española. 
- Parroquia

La Parroquia de Chazuta tiene por patronos a San Pedro y San Pablo 
- - Párroco: Presbítero.

El único párroco oficial que tuvo fue el Padre Ángel.
(MATV)

## Festividades
- Marzo: Carnavales
- Junio: San Pedro y San Pablo, Patrones de Chazuta
- Julio: Fiestas Patrias
- Setiembre: Fiesta de la primavera

## Libros sobre Chazuta
- BARTRA, Juana y NARVEZ, Luis Alfredo. Iconografía de la cerámita de Chazuta, Lima: 2023, Ministerio de Cultura de PErú